# Wysokie (Świątki)
Wysokie (deutsch Hohenfeld) ist ein Ort in der polnischen Woiwodschaft Ermland-Masuren. Es gehört zur Gmina Świątki (Landgemeinde Heiligenthal) im Powiat Olsztyński (Kreis Allenstein).

## Geographische Lage
Wysokie liegt im nördlichen Westen der Woiwodschaft Ermland-Masuren, 31 Kilometer südwestlich der früheren Kreisstadt Heilsberg (polnisch Lidzbark Warmiński) bzw. 29 Kilometer nordwestlich der heutigen Kreismetropole und Woiwodschaftshauptstadt Olsztyn (deutsch Allenstein).

## Geschichte
Der noch bis 1879 Adlig Hohenfeld genannte kleine Ort bestand aus mehreren kleinen Höfen und Gehöften. Im Jahre 1874 wurde er als eine Landgemeinde in den neu errichteten Amtsbezirk Elditten (polnisch Eldyty Wielkie) integriert, der zum ostpreußischen Kreis Heilsberg im Regierungsbezirk Königsberg gehörte.
Im Jahre 1910 lebten 105 Einwohner in Hohenfeld. Ihre Zahl belief sich im Jahre 1933 auf 91 und im Jahre 1939 auf 84.
In Kriegsfolge wurde 1945 das gesamte südliche Ostpreußen an Polen abgetreten. Hohenfeld erhielt die polnische Namensform „Wysokie“ und ist jetzt eine Ortschaft im Verbund der Gmina Świątki (Landgemeinde Heiligenthal) im Powiat Olsztyński (Kreis Allenstein), von 1975 bis 1998 der Woiwodschaft Olsztyn, seither der Woiwodschaft Ermland-Masuren zugehörig.

## Religion
Wysokie ist heute ebenso wie Hohenfeld bis 1945 in die römisch-katholische Pfarrei Ełdyty Wielkie (Elditten) im jetzigen Erzbistum Ermland eingegliedert.
Bis 1945 war Hohenfeld außerdem in die evangelische Kirche Guttstadt (Dobre Miasto) in der Kirchenprovinz Ostpreußen der Kirche der Altpreußischen Union eingepfarrt. Heute ist Wysokie der Diözese Masuren der Evangelisch-Augsburgischen Kirche in Polen zugeordnet.

## Verkehr
Wysokie liegt südlich der Woiwodschaftsstraße 593 und ist von Ełdyty Wielkie aus direkt zu erreichen. Eine Bahnanbindung besteht nicht.